# Gezira
Gezira, eller al-Jazira (arabiska: الجزيرة), som betyder 'ön', är en ö i Nilen i centrala Kairo i Egypten innefattande stadsdelen Zamalek. Ön är ansluten till flodbankarna via tre broar vardera på östra och västra sidorna av ön, inklusive broarna Qasr el-Nil och 6 oktober.  
Ön domineras av sportklubben Gezira Sporting Club som utgör en grönskande oas i den centrala delen av staden och upptar cirka en fjärdedel av öns totala yta. Sportklubben är enbart öppen för medlemmar och innefattar förutom ett antal uteserveringar, simbassänger och lekområden bland annat en niohåls golfbana, en galoppbana, en ridklubb, en tennisstadion, flertalet tennisbanor samt krocket.

## Beskrivning
Gezira och stadsdelen Zamalek med dess lugna, grönskande gator med bostadshus från 1800-talet och villor gör området till ett av de mest attraktiva i staden och det är ett populärt område för staden invånare med europeiskt ursprung. Distriktet har många förstklassiga restauranger, barer och kaféer inklusive de traditionella trottoarserveringarna utefter Nilens stränder. Gezira-ön har många kulturella inslag med konstgallerier och museer, inklusive museet för islamisk keramik samt Operahuset i Kairo och El Sawy kulturhjulet.
Sveriges ambassad i Kairo ligger på norra delen av ön.

## Bilder

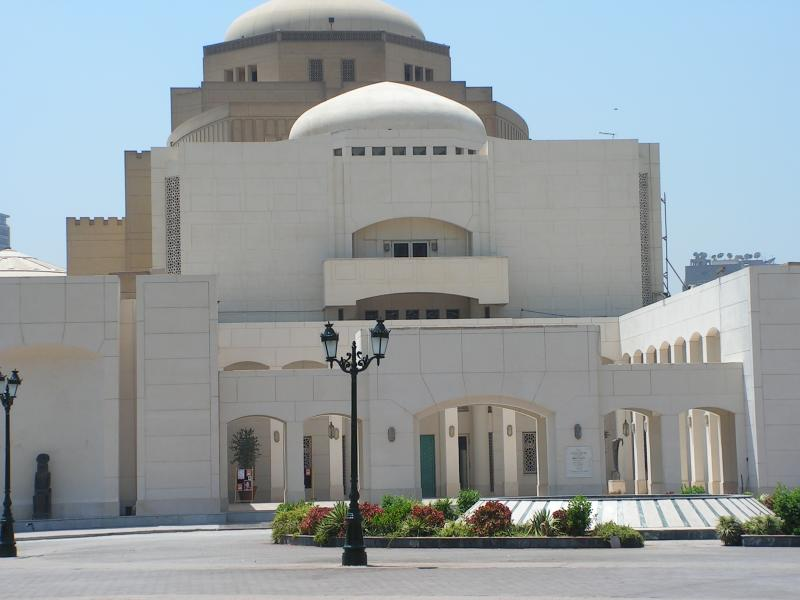
Operahuset i Kairo på Gezira-ön
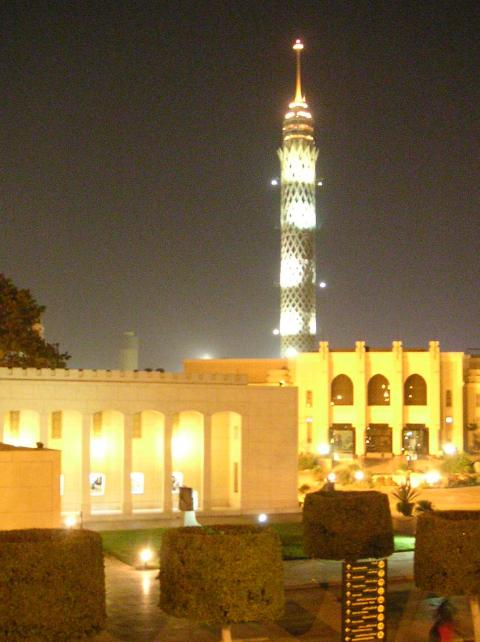
Kairotornet med Operahuset i förgrunden.
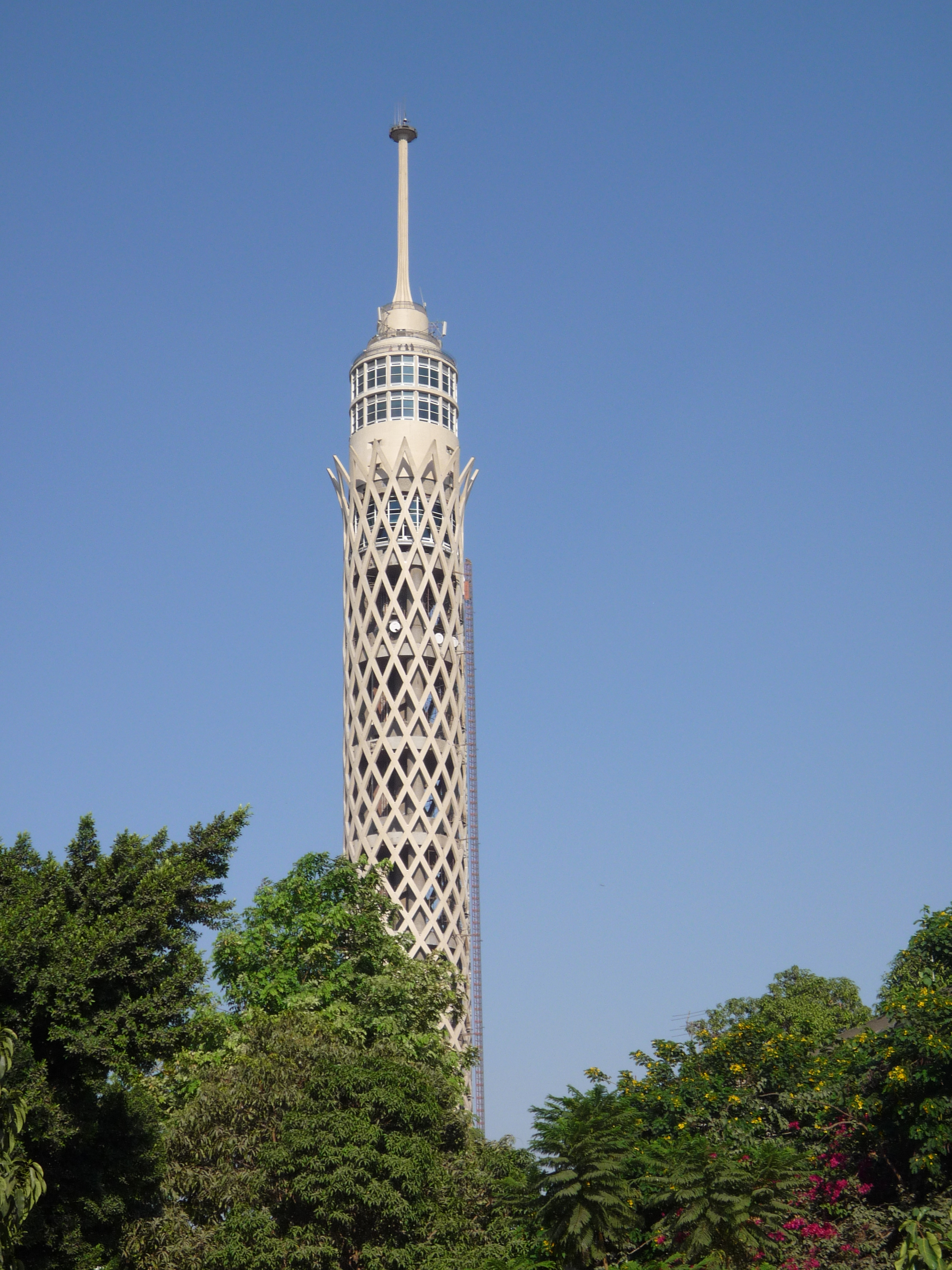
Tornet i Kairo (Cairo Tower)
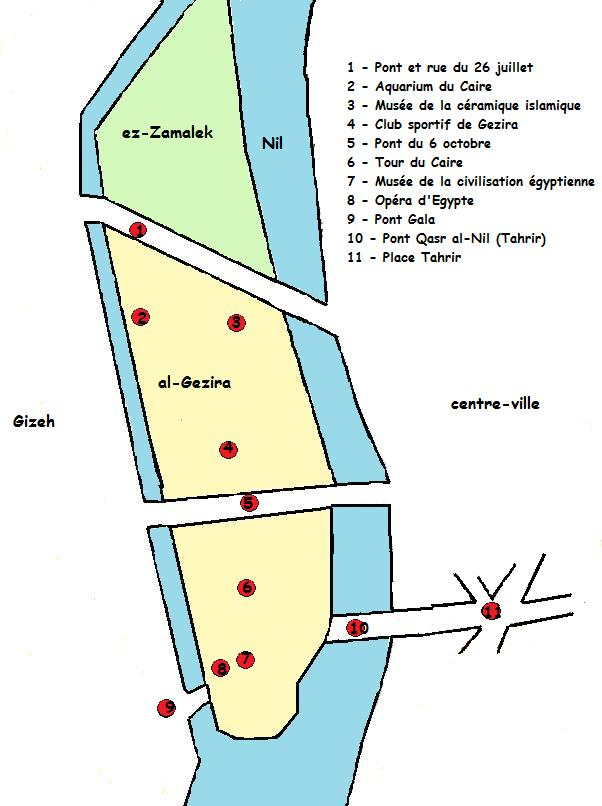
Karta över Gezira-ön

### Fotnoter
1. ↑  Stefan Nordblom, Utländska namn på svenska: Handbok om translitterering och alternativa geografiska namnformer, Gustaf Hansson (red.), version XXII. Europeiska rådet, 2018. ISBN 9789182464541. Läst 26 november 2024.
2. ↑  ”Gezira Island - Egypt Tourism Authority”. Arkiverad från originalet den 31 december 2013. https://web.archive.org/web/20131231151200/http://en.egypt.travel/attraction/index/gezira-island. Läst 31 december 2013.
3. ↑  ”El Sawy Culture Wheel”. www.culturewheel.com. Arkiverad från originalet den 1 januari 2014. https://web.archive.org/web/20140101033610/http://culturewheel.com/eng/. Läst 31 december 2013.